# Bataille d'al-Soukhna (2020)
Pour les articles homonymes, voir Bataille d'al-Soukhna.
Guerre civile syrienne
Batailles
La bataille d'Al-Soukhna a lieu lors de la guerre civile syrienne.

## Prélude
Après avoir perdu ses dernières villes en Syrie en 2019, l'État islamique continue de mener des actions de guérilla, en particulier dans le désert de la Badiya, dans le gouvernorat de Homs et le gouvernorat de Deir ez-Zor. Ainsi, en octobre 2019, la ville d'al-Soukhna, contrôlée par l'armée arabe syrienne depuis 2017, est touchée par une attaque. En décembre 2019, trois installations pétrolières et gazières sont attaquées et 13 combattants prorégime et quatre civils sont tués.

## Déroulement
Le 9 avril 2020, l'État islamique lance une attaque d'envergure contre al-Soukhna,. Les djihadistes bousculent les positions de l'armée syrienne en périphérie, puis entrent à l'intérieur de la ville et s'emparent de certains quartiers. L'aviation russe intervient dans les combats.
Le lendemain, les loyalistes envoient des troupes en renfort et reprennent le terrain perdu.

## Pertes
Le premier jour, les combats font au moins 27 morts chez les loyalistes et au moins 22 du côté des djihadistes, selon l'OSDH. Il s'agit alors de l'attaque de l'EI la plus meurtrière dans le gouvernorat de Homs depuis décembre 2019.
Selon l'OSDH, l'ensemble des combats dans la Badiya entre le 24 mars 2019 et le 25 avril 2020 fait au moins 494 morts chez les loyalistes, dont 127 miliciens étrangers pro-iraniens, et 149 morts chez les djihadistes.

## Suites
Dans la nuit du 2 au 3 juillet 2020, un nouvel assaut est lancé par l'EI près d'al-Soukhna,. En 48 heures, les combats font au moins 20 morts chez les loyalistes et 31 du côté des djihadistes. Au total, selon l'OSDH, au moins 94 soldats et miliciens loyalistes et 85 djihadistes sont tués en juin et juillet 2020 dans le désert de la Badiya.